# Moskhokariá
Moskhokariá (Moschokarya) är en ort i Grekland.   Den ligger i prefekturen Fthiotis och regionen Grekiska fastlandet, i den centrala delen av landet, 170 km nordväst om huvudstaden Aten. Moskhokariá ligger 584 meter över havet och antalet invånare är 215.
Terrängen runt Moskhokariá är kuperad åt sydväst, men åt nordost är den platt. Runt Moskhokariá är det ganska tätbefolkat, med 155 invånare per kvadratkilometer. Närmaste större samhälle är Lamia, 18,2 km sydost om Moskhokariá. == Kommentarer ==
1. ↑  Framräknat ur variansen i alla höjduppgifter (DEM 3") från Viewfinder Panoramas, inom 10 km radie.[2] Mer om algoritmen finns här: Användare:Lsjbot/Algoritmer.